# Trescasas
Trescasas település Spanyolországban, Segovia tartományban. Trescasas Rascafría, Palazuelos de Eresma, San Cristóbal de Segovia, La Lastrilla, Espirdo, Torrecaballeros, Cabanillas del Monte, Tabanera del Monte és Tizneros községekkel határos. Lakosainak száma 1105 fő (2024).

## Népesség
A település népessége az elmúlt években az alábbi módon változott:
| Lakosok száma | 334  | 328  | 590  | 775  | 968  | 991  | 1059 | 1071 | 1090 | 1105 |
|               | 2001 | 2004 | 2007 | 2009 | 2012 | 2014 | 2017 | 2019 | 2022 | 2024 |